# Hôtel de ville de Pontevedra
L'hôtel de ville de Pontevedra, en Espagne, est le siège du conseil municipal de cette ville galicienne. Il se trouve à l'extrémité est de l'Alameda de Pontevedra, à la lisière de la vieille ville. Il s'ouvre à l'ouest sur la Place piétonne d'Espagne.

## Histoire
C'est en 1875 qu'est née l'idée de construire un nouveau siège pour l'hôtel de ville, situé sur le terrain occupé par la Bastida Grande, un bastion des remparts de Pontevedra à côté de la Porte Saint-Dominique, utilisé aussi comme mairie de la ville depuis 1595, dont la façade s'ouvrait sur la vieille ville. En 1876, il a été décidé de démolir le vieux bâtiment et le Conseil municipal de Pontevedra a approuvé les plans présentés par l'architecte Alejandro Sesmero. Pendant la durée des travaux, l'hôtel de ville s'est installé dans la Casa del Barón, le palais des Comtes de Maceda.
La première pierre de l'édifice fut posée le 10 octobre 1877 et les travaux se poursuivirent jusqu'à la pose de la dernière pierre le 25 juillet 1879. Les travaux furent complètement terminés le 3 août 1880 et l'édifice fut inauguré le 24 août 1880. Le nouvel hôtel de ville s'ouvrit sur l'Alameda et le nouveau quartier bourgeois créé par la démolition des remparts de la ville en 1855. La construction d'autres grands édifices comme le Palais du Conseil Provincial (Députation de Pontevedra), également réalisé par Sesmero, la Caserne Saint-Ferdinand ou le lycée Valle-Inclán autour de l'Alameda a fait de cet endroit le grand espace de loisirs de la bourgeoisie de la ville. Ce travail a valu à l'architecte la concession de la croix de l'Ordre Royal de Charles III en 1880.

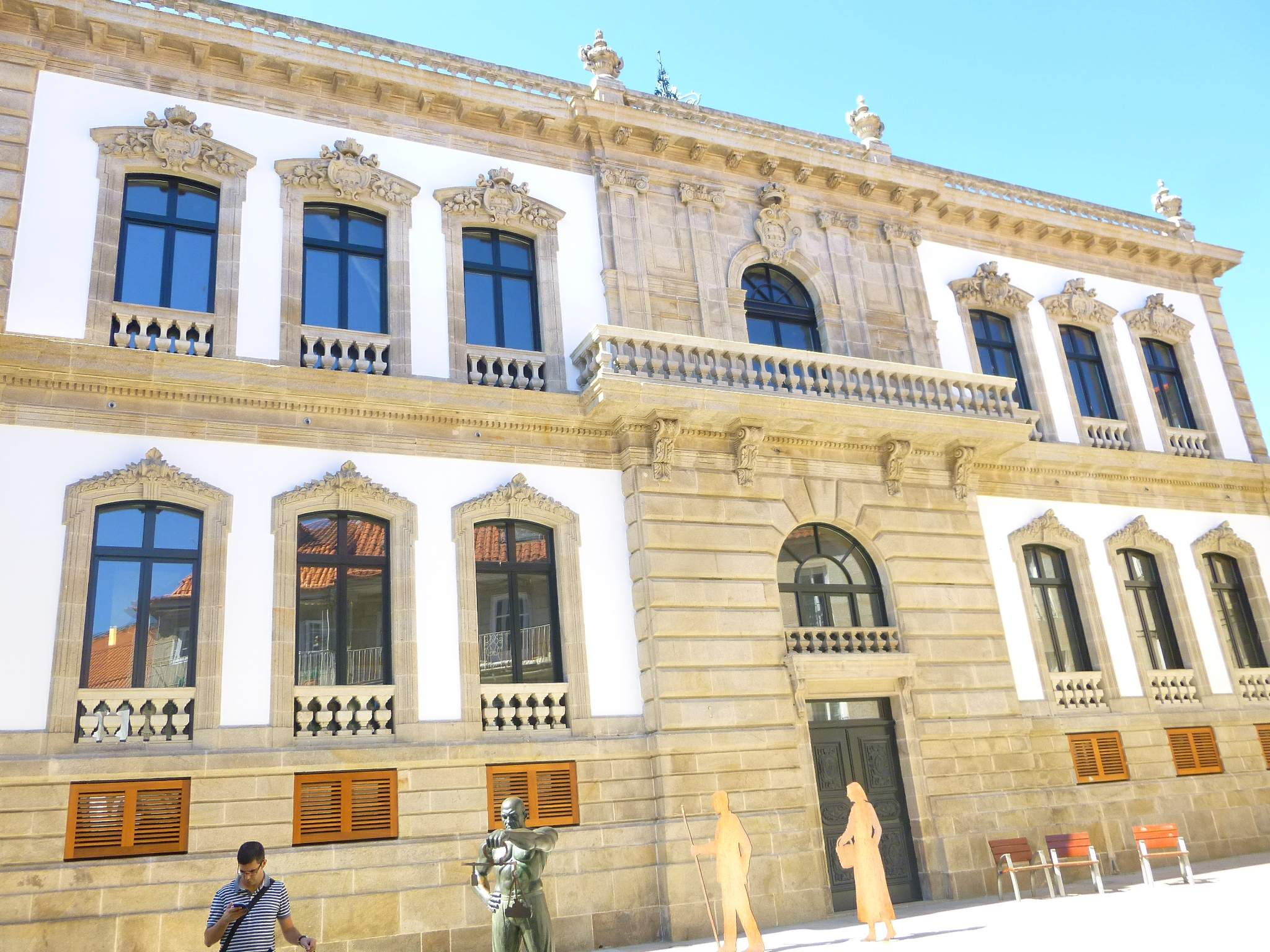
Façade arrière de l'hôtel de ville

En 1944, un demi-sous-sol a été construit pour agrandir l'hôtel de ville ainsi qu'un escalier impérial trônant sur la cour de l'édifice, élevant légèrement le niveau du rez-de-chaussée,. Cette rénovation a été réalisée par l'architecte Emilio Quiroga Losada. L'escalier original en fonte avait une rampe en fonte et deux volées qui étaient unifiées dans un palier central.
En 2009, l'édifice a été rénové, récupérant des éléments de son architecture d'origine. En 2012 et 2013, des rénovations plus profondes ont été entreprises. Le toit a retrouvé la finition d'origine en zinc. Au cours de ces travaux de rénovation, la lucarne en fer originale du bâtiment, qui en 1953 avait été cachée derrière un vitrail avec les armoiries de la province de Pontevedra, a été retrouvée.
Le 7 juillet 2022, les travaux de rénovation complète du bâtiment ont commencé. Un ascenseur a été installé sur le côté gauche pour améliorer l'accessibilité et l'entrée de la rue Alhóndiga a été reconvertie en entrée principale pour acceder aux bureaux du rez-de-chaussée. Lorsque le bâtiment a été construit au XIXe siècle, la vie de la ville se déroulait intra-muros, et l'accès habituel à l'hôtel de ville se faisait par la rue Alhóndiga. L'entrée de la place d'Espagne a été réservée aux événements institutionnels qui se déroulent au premier étage, (conseils municipaux, mariages ou baptêmes civils, discours, réception des Rois Mages...).

## Description
L'édifice appartient au style éclectique qui prévalait à la fin du XIXe siècle avec des éléments et des concepts inspirés de l'architecture française. L'hôtel de ville a été l'un des premiers grands projets d'Alejandro Sesmero, fixant nombre des lignes directrices de ce qui serait son style, un éclectisme à goût français, donnant la sévérité requise par un bâtiment public, tandis que sa décoration raffinée souligne la signification politico-administrative de l'édifice.
Sesmero a inséré dans la ville un petit palais parisien de style Second Empire. En effet, comme l'a découvert l'historien Jesús Ángel Sánchez García, il a partiellement plagié le design de la façade arrière et de l'intérieur d'un hôtel particulier (l'hôtel Murat (1850-1864), démoli en 1961, ayant appartenu au prince Murat et avant à Cécile Furtado-Heine) au numéro 8 de l'ancienne rue parisienne de Valois-du-Roule (réunie à la rue de Monceau en 1868, l'hôtel était situé au numéro 28) conçu par les architectes François-Joseph Nolau et Édouard-Emmanuel Convents, en l'adaptant à la fonction institutionnelle requise avec l'inclusion des armoiries de la ville, du balcon principal et de l'horloge au sommet.
L'édifice est un ensemble équilibré avec de grandes colonnes ioniques (au rez-de-chaussée) et corinthiennes (à l'étage) qui mettent en valeur sa partie centrale. La porte d'entrée a un arc en plein cintre orné d'une couronne de feuilles de chêne, symbolisant la force, et les fenêtres sont décorées des armoiries de la ville. Les colonnes qui encadrent l'entrée sont sur un grand piédestal surélevé et sont couronnées par des chapiteaux ioniques ou corinthiens romains à l'étage très décorés. Sesmero remplace l'acanthe par de la végétation (des feuilles, des fruits) accrochée à la colonne. La balustrade qui court au sommet contient quatre cratères aux coins. L'entrecolonnement du corps central est large et richement décoré. Les colonnes ont des fûts cannelés. Les parapets de toutes les fenêtres ont des balustrades.
L'intérieur comporte un escalier central de Style Empire. La galerie qui entoure l'escalier avec ses larges ouvertures, ses fenêtres en verre plombé et la lucarne qui la recouvre est particulièrement remarquable. Après la rénovation faisant l'objet d'un appel d'offres en 2021, le rez-de-chaussée d'où part l'escalier est un hall d'entrée et un espace ouvert avec des bureaux. L'étage supérieur, ou étage principal, est composé d'une salle plénière qui occupe toute la longueur de la façade de la Place d'Espagne, et d'une salle pour les réceptions institutionnelles, d'un bureau pour le maire et d'autres espaces auxiliaires donnant sur la rue Alhóndiga, ainsi que d'un espace intérieur conçu comme une salle d'attente. Le demi-sous-sol est utilisé pour des salles polyvalentes. L'entrée de la rue Alhóndiga est également rénovée pour redevenir l'entrée principale du bâtiment.
Sur la façade de l'hôtel de ville il y a une inscription du XVIe siècle de l'ancien hôtel de ville sur la légende de l'archer grec Teucros, mythique fondateur de la ville.
| FVNDOTE TEVCRO VALIENTE DE AQVESTE RIO EN LA ORILLA PARA QUE EN ESPAÑA FVESES DE VILLAS LA MARAVILLA DEL ZEBEDEO LA ESPADA CORONA TU GENTILEZA VN CASTILLO PVENTE Y MAR ES TIMBRE DE TV NOBLEZA | Teucros, le vaillant, t'a fondée sur les rives de ce fleuve, pour que de l'Espagne tu sois la plus jolie des villes, l'épée de Zébédée couronne ta gentillesse; un château, un pont, la mer qui est ta preuve de noblesse. |

## Galerie de photos

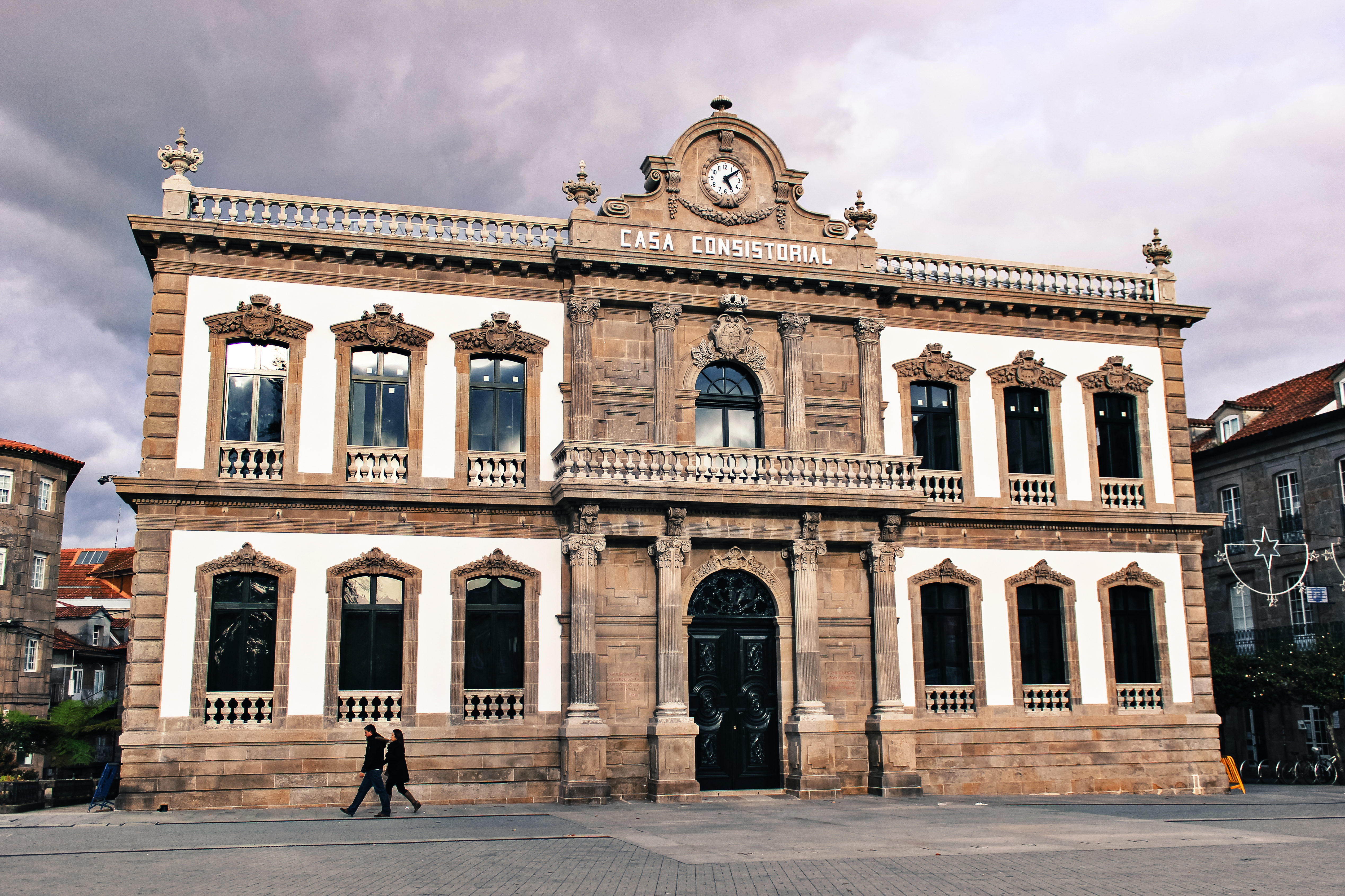
Hôtel de ville de Pontevedra
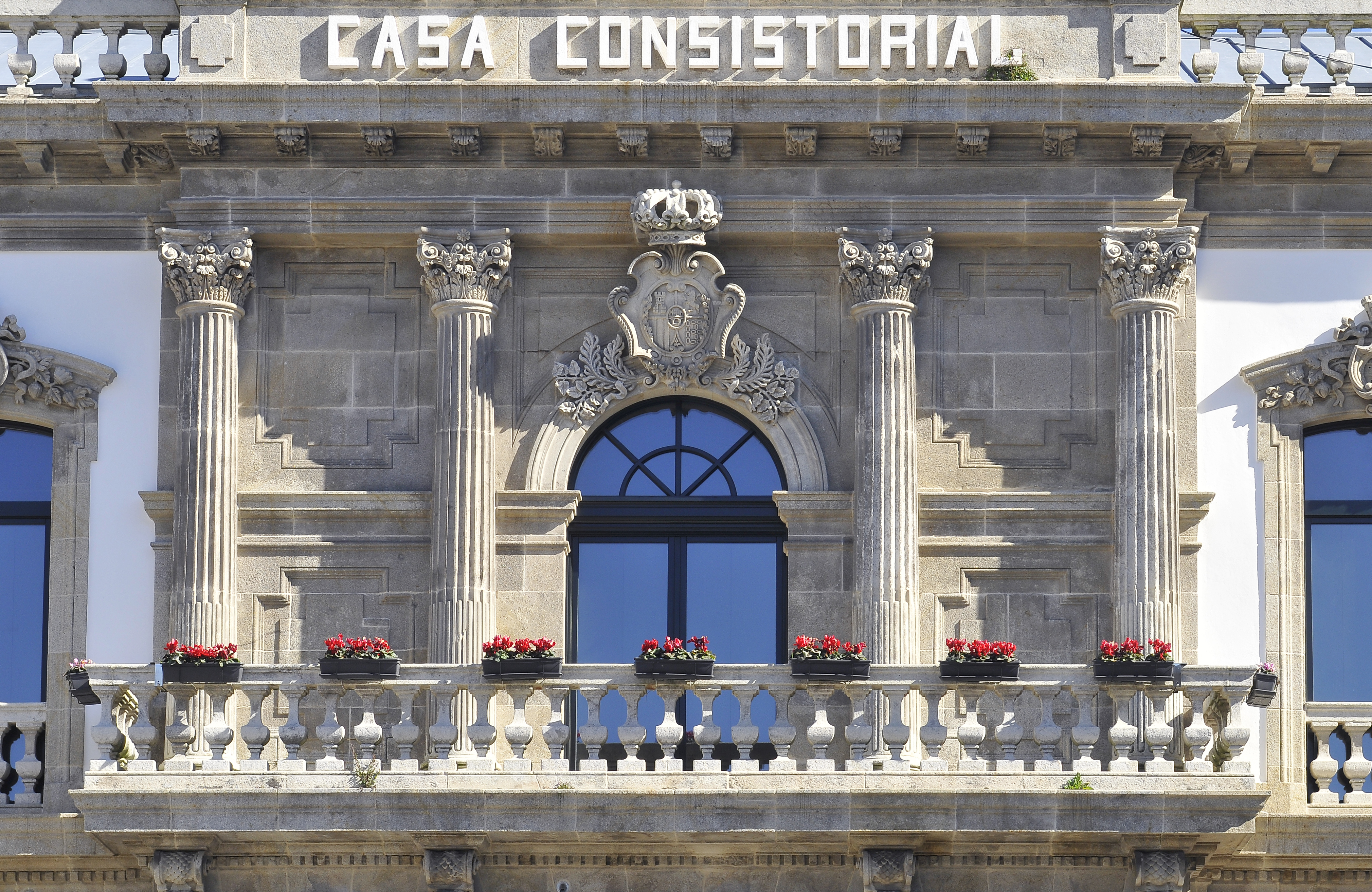
Balcon de la façade principale et colonnes corinthiennes
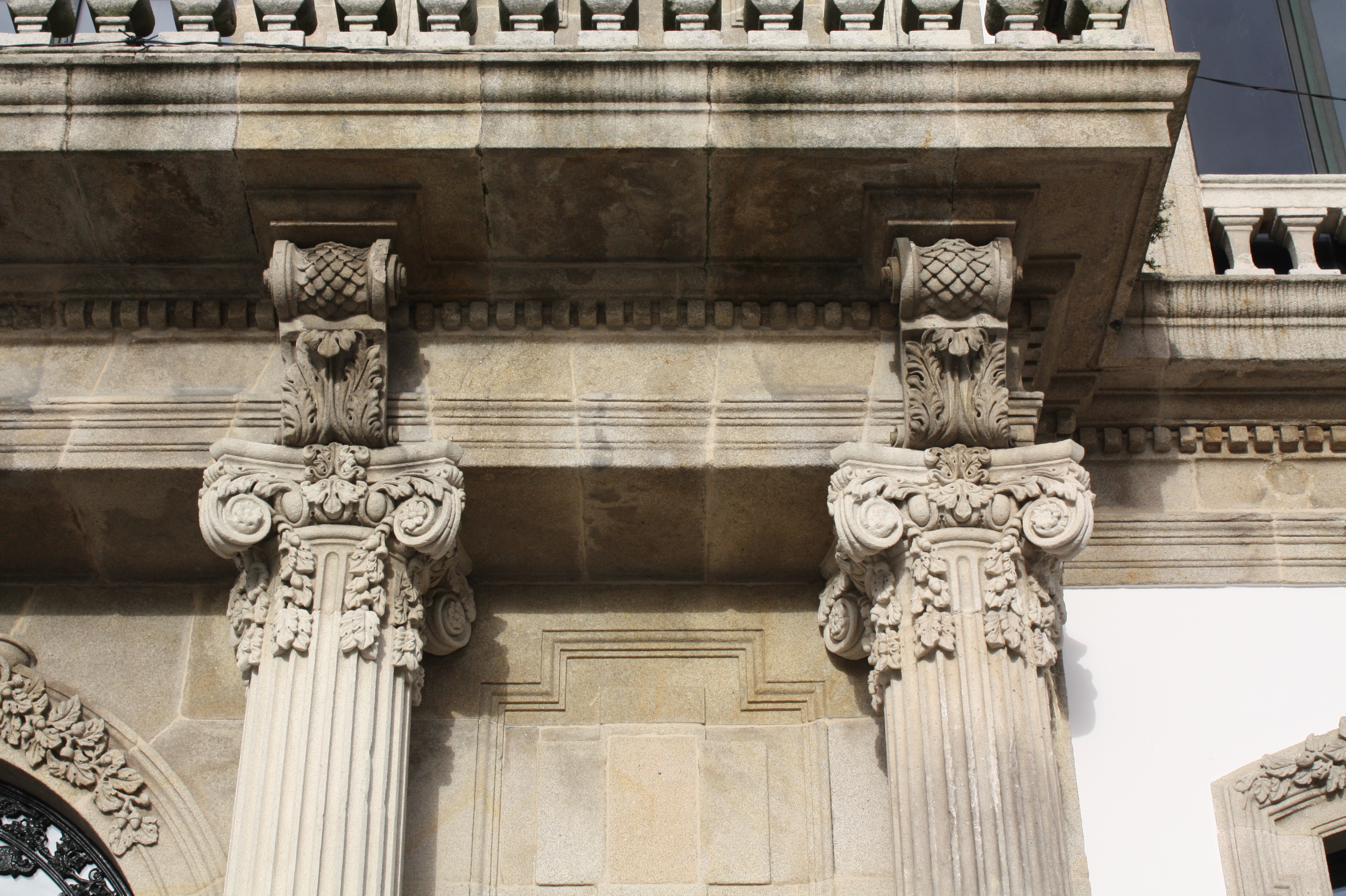
chapiteaux corinthiens
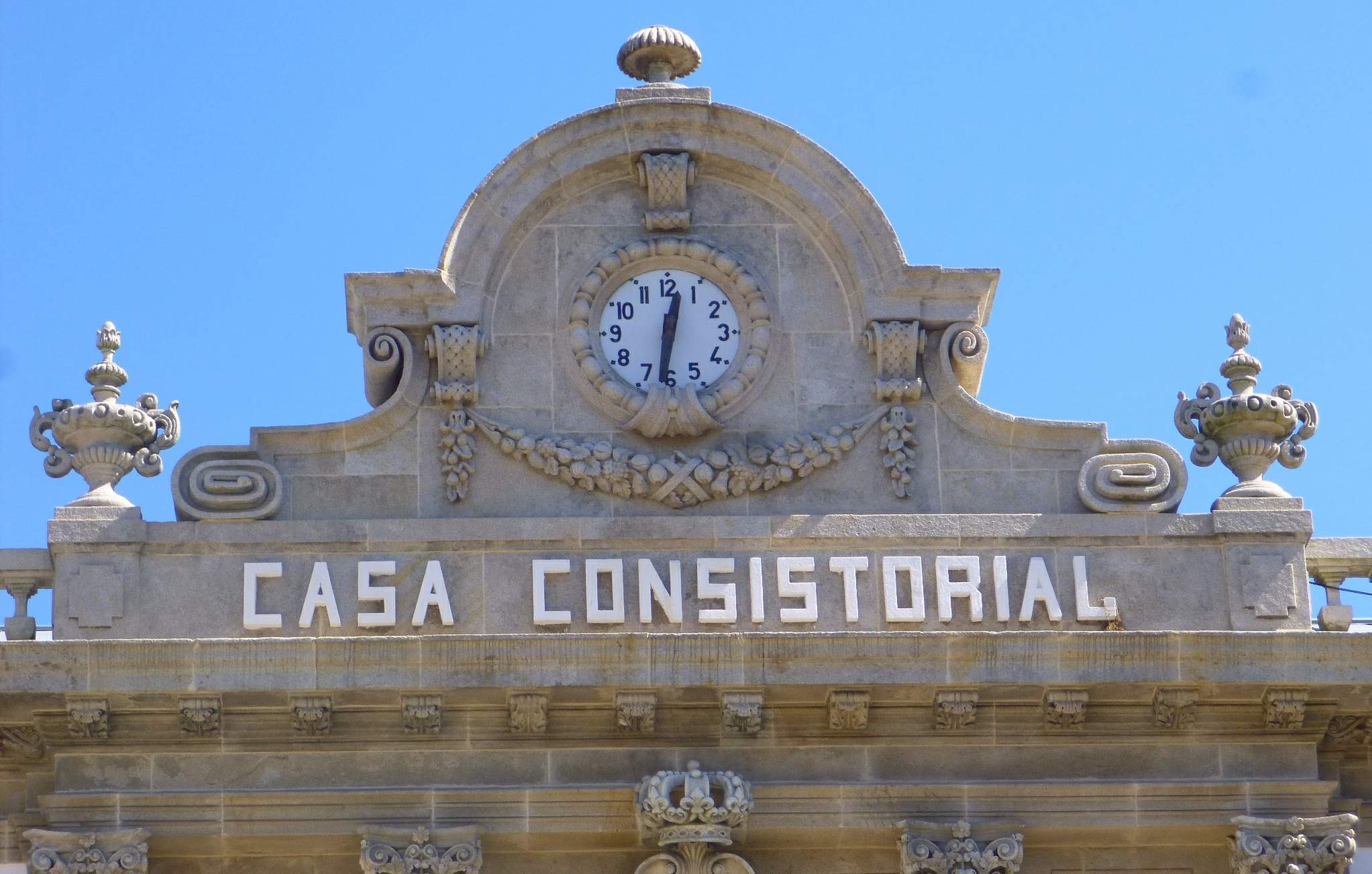
Horloge surmontant la façade
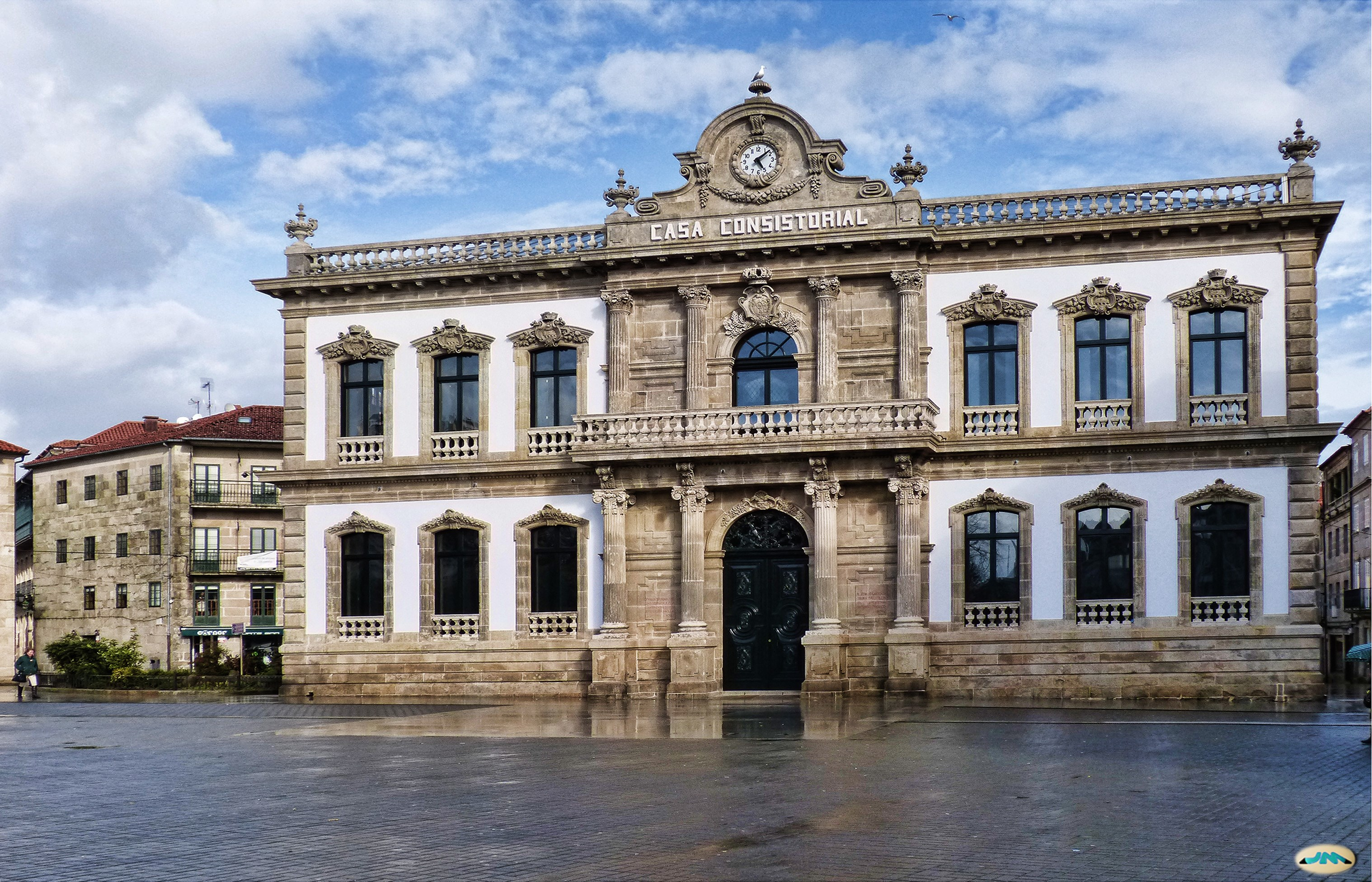
Façade principale
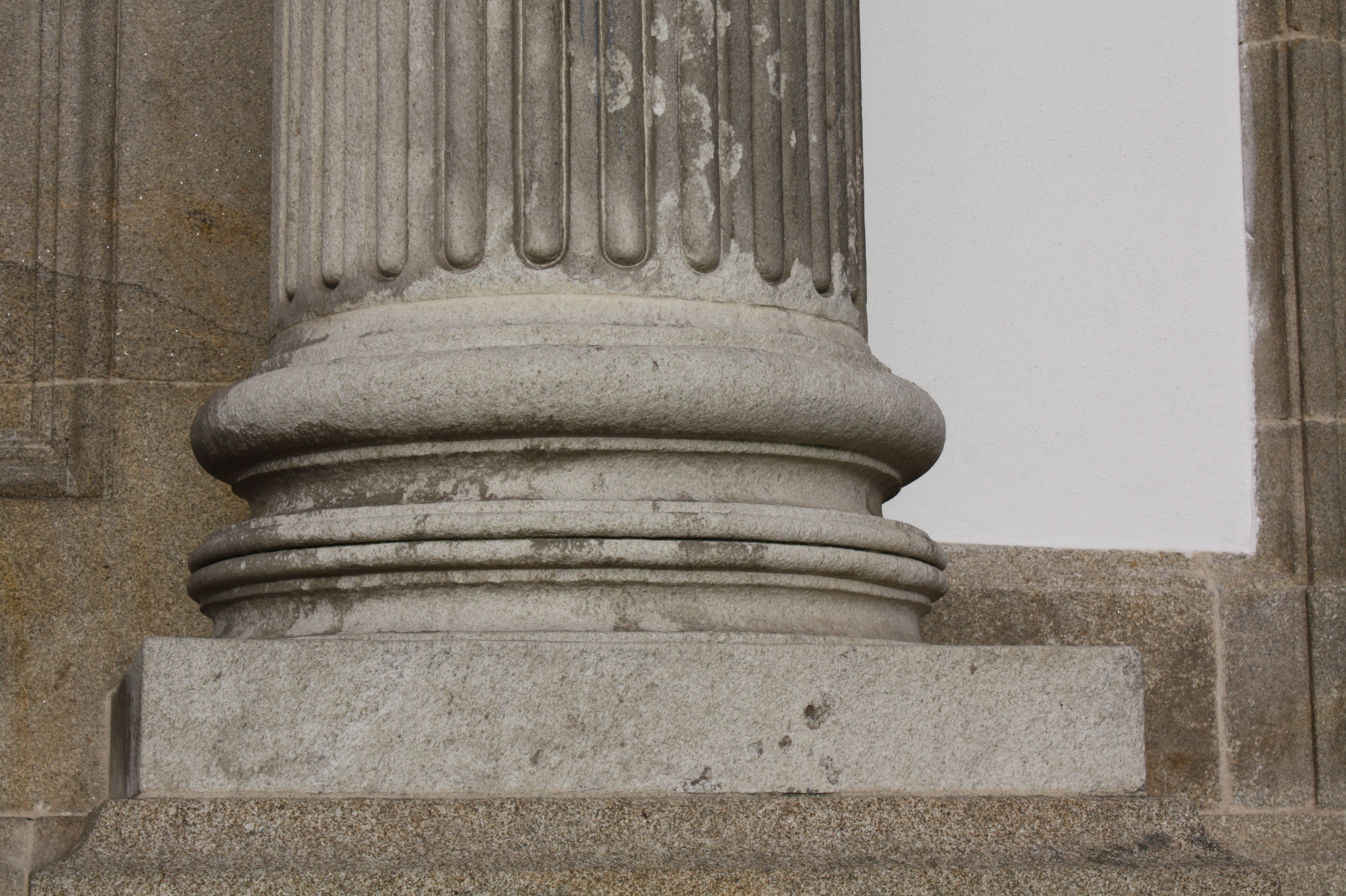
Base des colonnes de la façade principale.
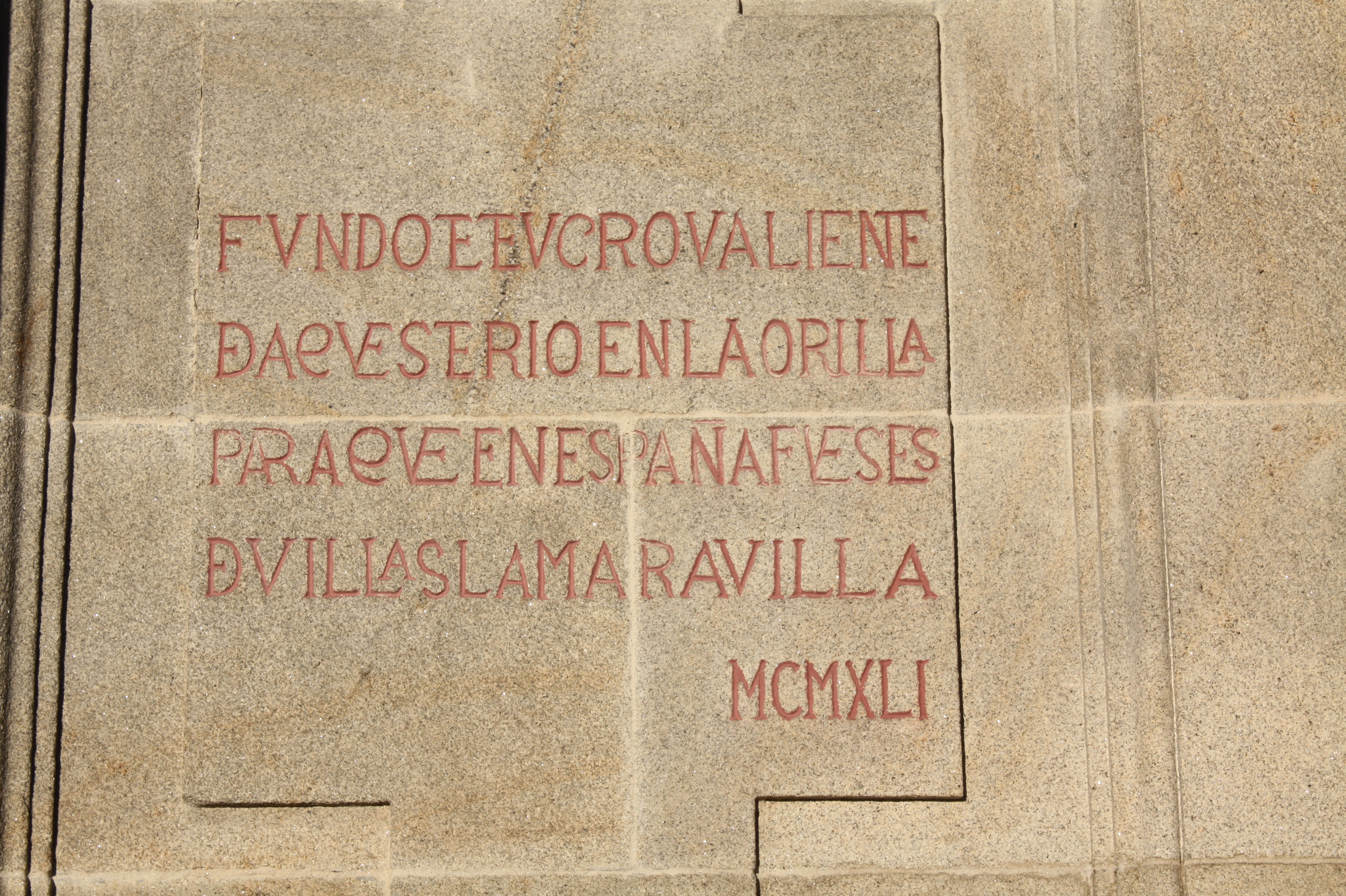
Inscription sur la façade.
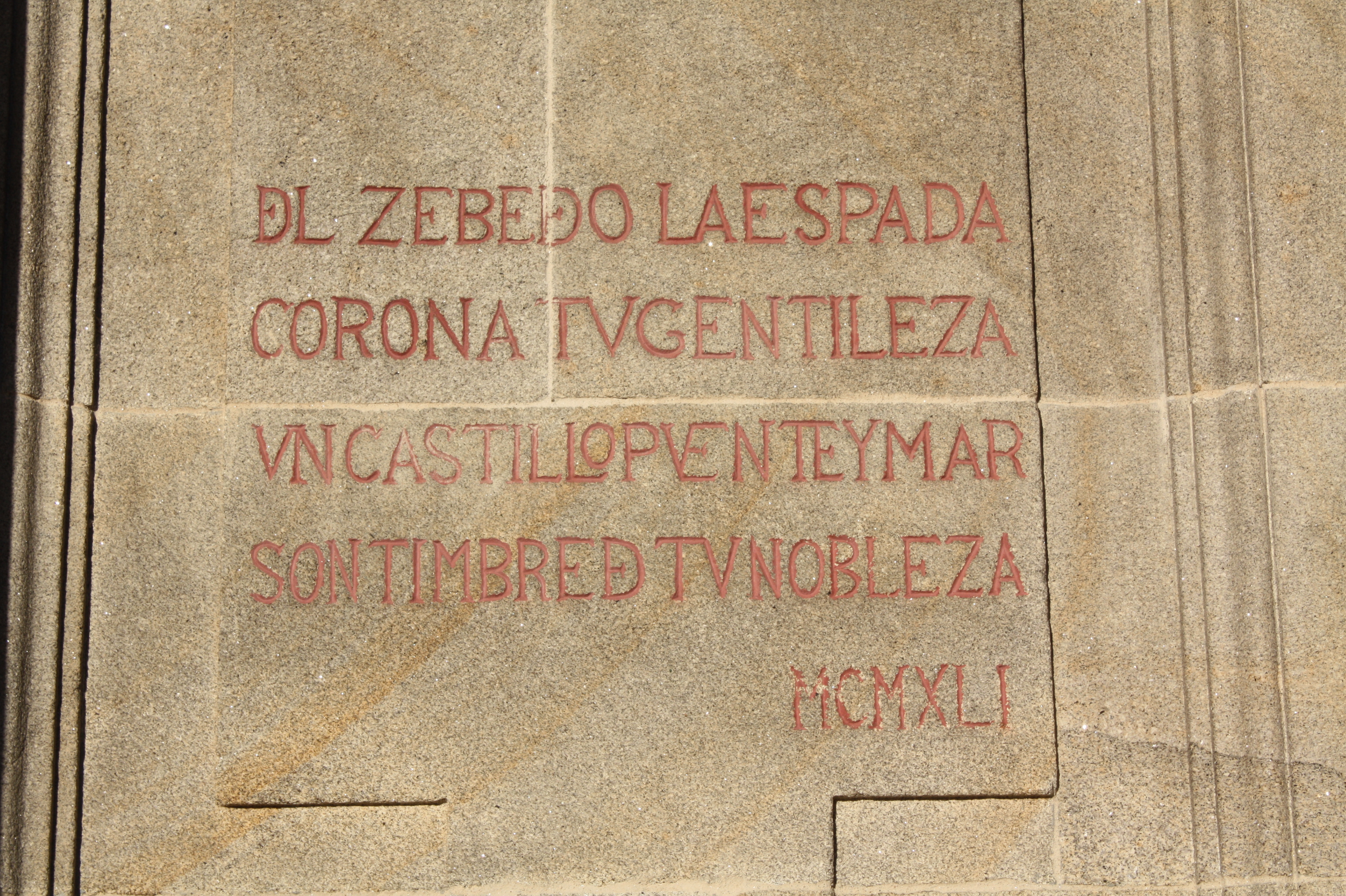
Inscription sur la façade (suite).
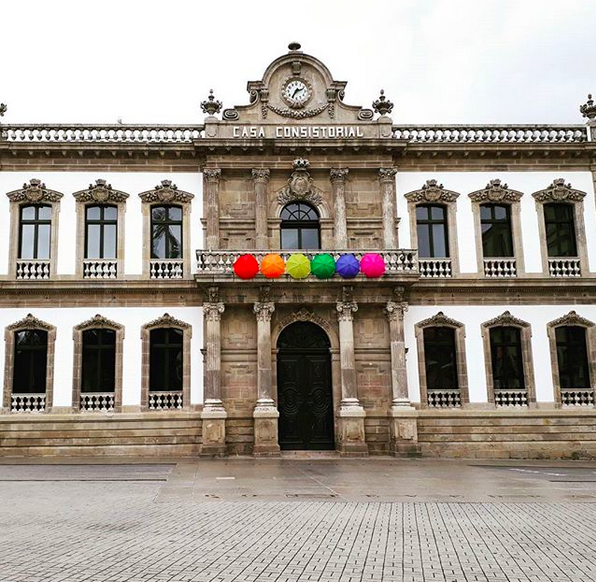
Hôtel de ville en 2018.
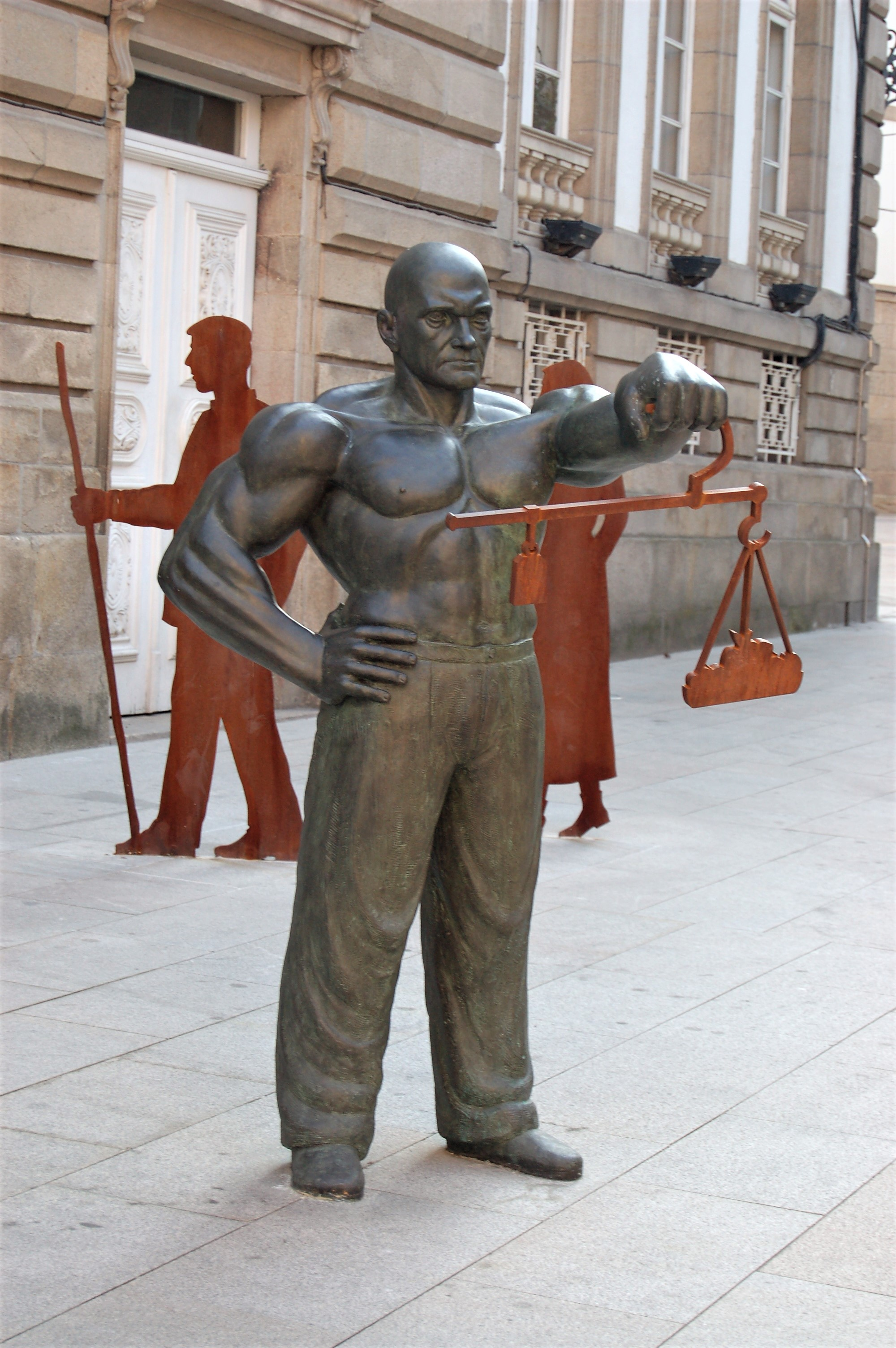
El Fiel contraste derrière l'hôtel de ville.
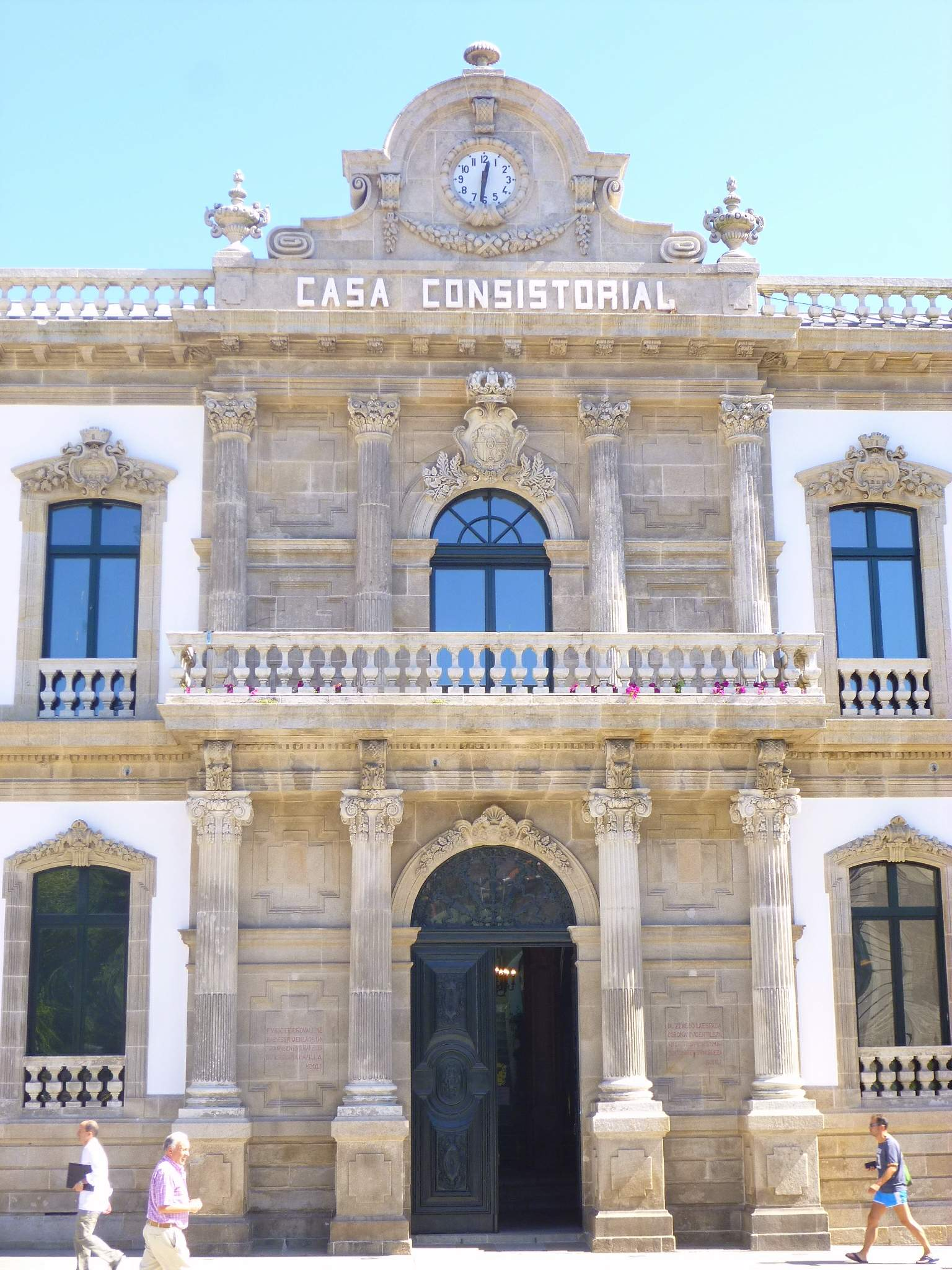
Partie centrale de la façade
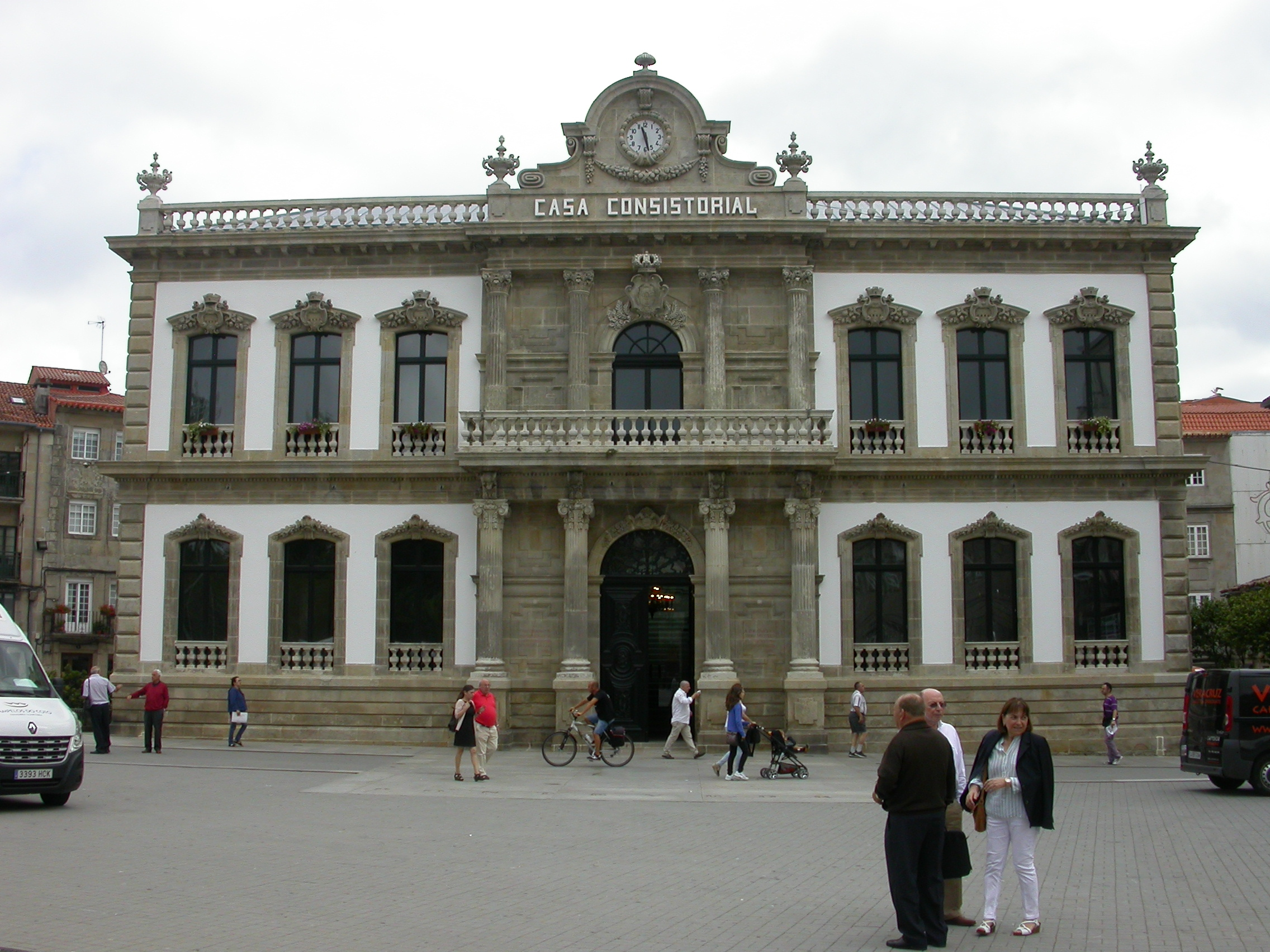
Façade s'ouvrant sur la place d'Espagne
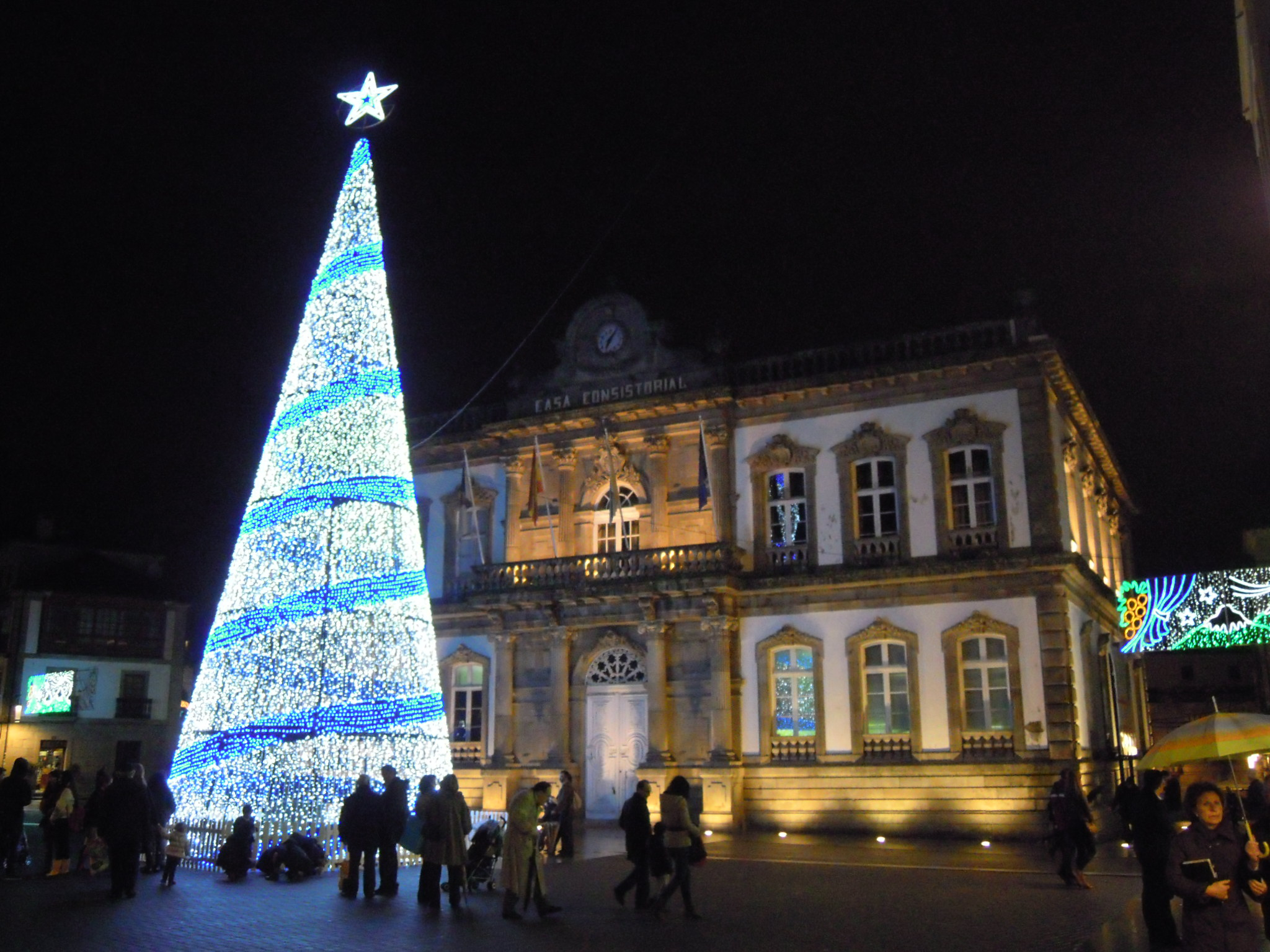
Hôtel de ville à Noël.
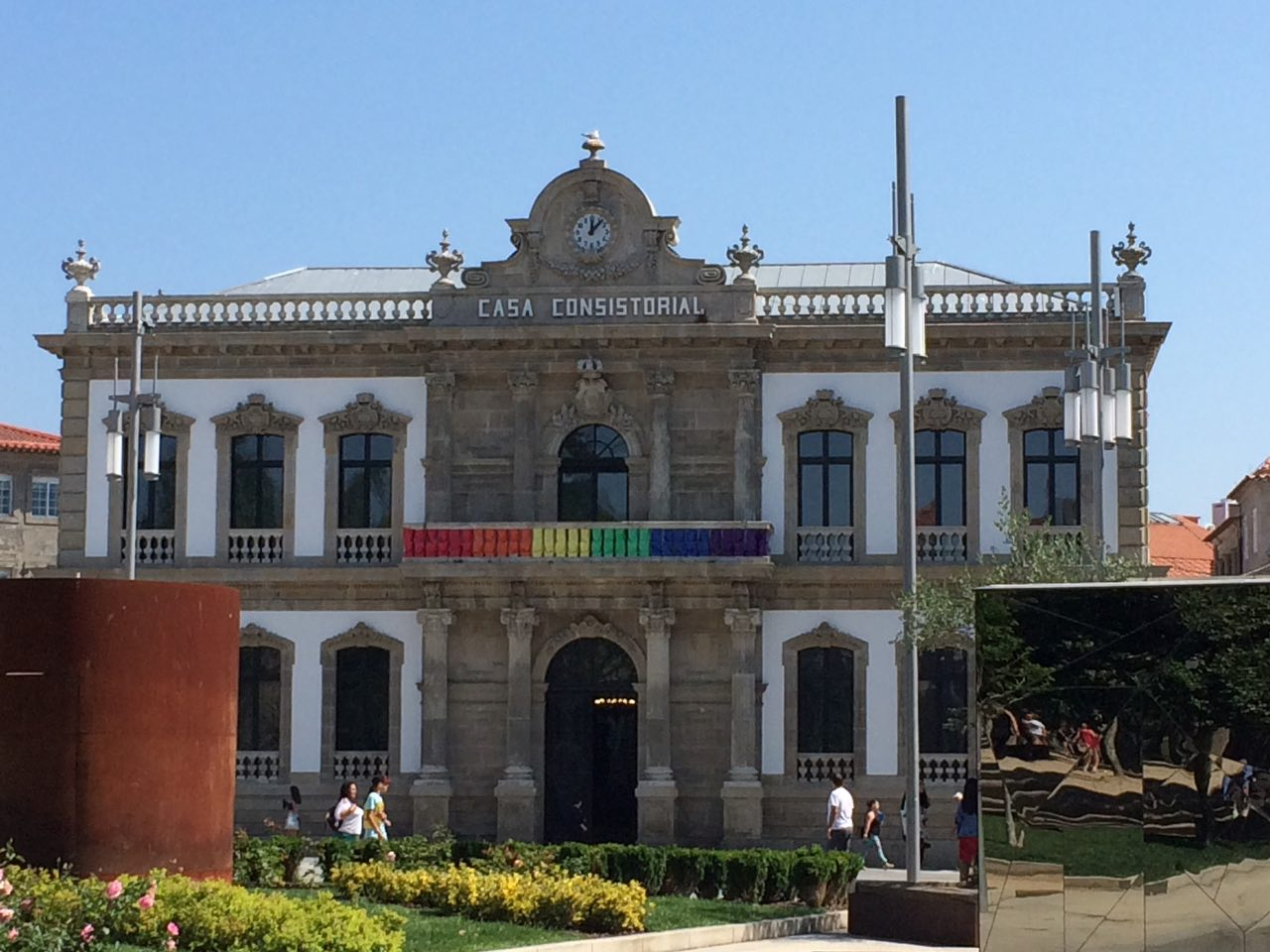
Hôtel de ville en 2015.